# Рибальський сквер
Рибальський сквер, Парк молодих рибалок, Динопарк — парк в Комишовій Бухті у Гагарінському районі міста Севастополя.

## Історія
Заснований у 1984 році співробітниками рибопромислового підприємства «Атлантика». Керівник парку — Ельза Павлівна Резнікова (на той момент директор Будинку Культури Рибаков, який належав «Атлантиці»).
У 1984 р. проектною організацією «КримНДІПроект» розроблено архітектурний проект «Парк молодих рибалок», проте втілений у життя не був.
Був одним із найбільших парків у місті Севастополь. На території парку було висаджено рідкісні види дерев та чагарники з Нікітського ботанічного саду, занесені до Червоної книги.

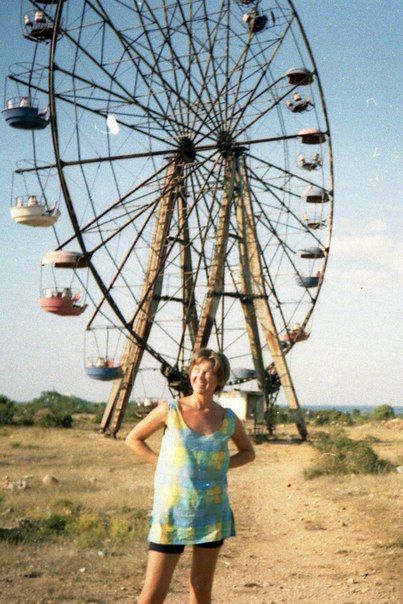
Колесо огляду, 1990 роки

За радянських часів у парку було лише кілька простих атракціонів — гойдалки, човники. У часи незалежності у парку встановили дитячі атракціони («вітерець», «юнга», «паровозик»), кінотеатр у тролейбусі (обкладеному цеглою), друге у місті колесо огляду, безліч дерев'яних скульптур, було створено дивовижну скульптуру динозавра.
Скульптура динозавра створювалася як елемент композиції із трьох тварин. Художники-скульптори використовували при створенні скульптури розміри та пропорції реального динозавра, заміряні у музеї у Москві.
Усі 90-ті роки існував як парк атракціонів, проте адміністрація вела постійну боротьбу з розкраданням парку.
На початку 2000-х у Севастополі розпочався будівельний «бум». У генплані Севастополя 2005 року ця територія була рекреаційною зоною. Попри це Управління капітального будівництва Севастопольською міською адміністрацією взяло в оренду земельну ділянку «Омега 2-А» (реєстраційна № 00045 від 19.12.2005 р.) під забудову житловими будинками.
Будівельна компанія «Консоль» (творець — Костянтинов Володимир Андрійович) планувала забудувати всю територію парку, однак у 2008 році частина парку зі скульптурою динозавра була врятована від забудови.